# 정선옹주
정선옹주(貞善翁主, 1594년 5월 20일(음력 4월 1일) ~ 1614년 9월 4일(음력 8월 1일))는 조선의 왕족이다. 조선의 제14대 왕 선조의 7녀이자 서7녀로 후궁 정빈 민씨 소생이다. 성은 이, 본관은 전주이다.

## 생애

### 가계
1594년(선조 27년) 음력 4월 1일 선조와 정빈 민씨 사이에서 셋째딸로 태어났다. 외할아버지는 민사준이며, 동복 형제로 오빠 인성군, 언니 정인옹주, 여동생 정근옹주, 남동생 인흥군이 있다.

### 옹주 시절
정선옹주는 안동 권씨 권협의 손자이자 권신중의 아들 권대임과 혼인하였다. 권대임은 당시 부평부(지금의 서울특별시 구로구 궁동 일대)에 살고 있었는데, 선조는 이곳으로 시집을 가는 정선옹주에게 해당 지역 인근의 땅을 하사하였다. 당시 권대임과 옹주의 집이 매우 크고 으리으리한 궁(宮)과 같다 하였고, 이것이 오늘날 궁동(宮洞)이라는 동명의 유래가 되었다. 한편 권대임은 정선옹주와 혼인한 후 길성위(吉城尉)에 봉해졌다.
그러나 정선옹주는 1614년(광해군 6년) 음력 8월 1일 21세의 나이로 요절하였다. 사후 궁동에 있는 시댁 식구들의 묘역에 묻혔으며, 1645년(인조 23년) 남편 권대임도 이곳에 같이 묻혔다. 아들 권진은 돈녕부봉사를 지냈다

### 평가
정선옹주의 어머니 정빈 민씨는 성격이 어질고 예절을 잘 지켰는데, 옹주도 이러한 어머니의 성격을 닮아 항상 근신하고 부덕을 잘 지켰다고 한다.

## 가족 관계
본가
- 아버지 : 제14대 선조(宣祖, 1552~1608, 재위 1567~1608)
- 어머니 : 정빈 민씨(靜嬪 閔氏, 1567~1626)
  - 오빠 : 인성군 공(仁城君 珙, 1588~1628)
  - 언니 : 정인옹주(貞仁翁主, 1590~1656)
  - 동생 : 정근옹주(貞謹翁主, 1599~1613)
  - 동생 : 인흥군 영(仁興君 瑛, 1604~1651)

시가
- 시아버지 : 권신중(權信中, 1575~1633)
- 시어머니 : 전주 이씨 이정필(李廷弼)의 딸
  - 부마 : 권대임(權大任, 1595∼1645)
    - 아들 : 권진(權瑱, 1613 ~ 1659)[7]
    - 며느리 : 남양 홍씨 남헌(南憲)의 딸(1613~1666)[8]
      - 손녀 : 권정일(權靜一, 1633 ~ ?)
      - 손자 : 권이경(權以經, 1638 ~ ?)
      - 손자 : 권수경(權守經, 1641 ~ ?)
      - 손녀 : 권정순(權靜順, 1643 ~ ?)

## 같이 보기
- 정선옹주 묘역